# 日出神社
日出神社（ひでじんじゃ）は、兵庫県豊岡市但東町畑山にある神社。旧社格は村社。

## 歴史
創立年月は不明だが、室町時代中期と伝えられている。1704年（宝永元年）に修復、1726年（享保11年）拝殿を造立、1870年（明治3年）社殿を現在地に移す。本殿は1970年（昭和45年）に国の重要文化財に指定されている。

## 恒良親王

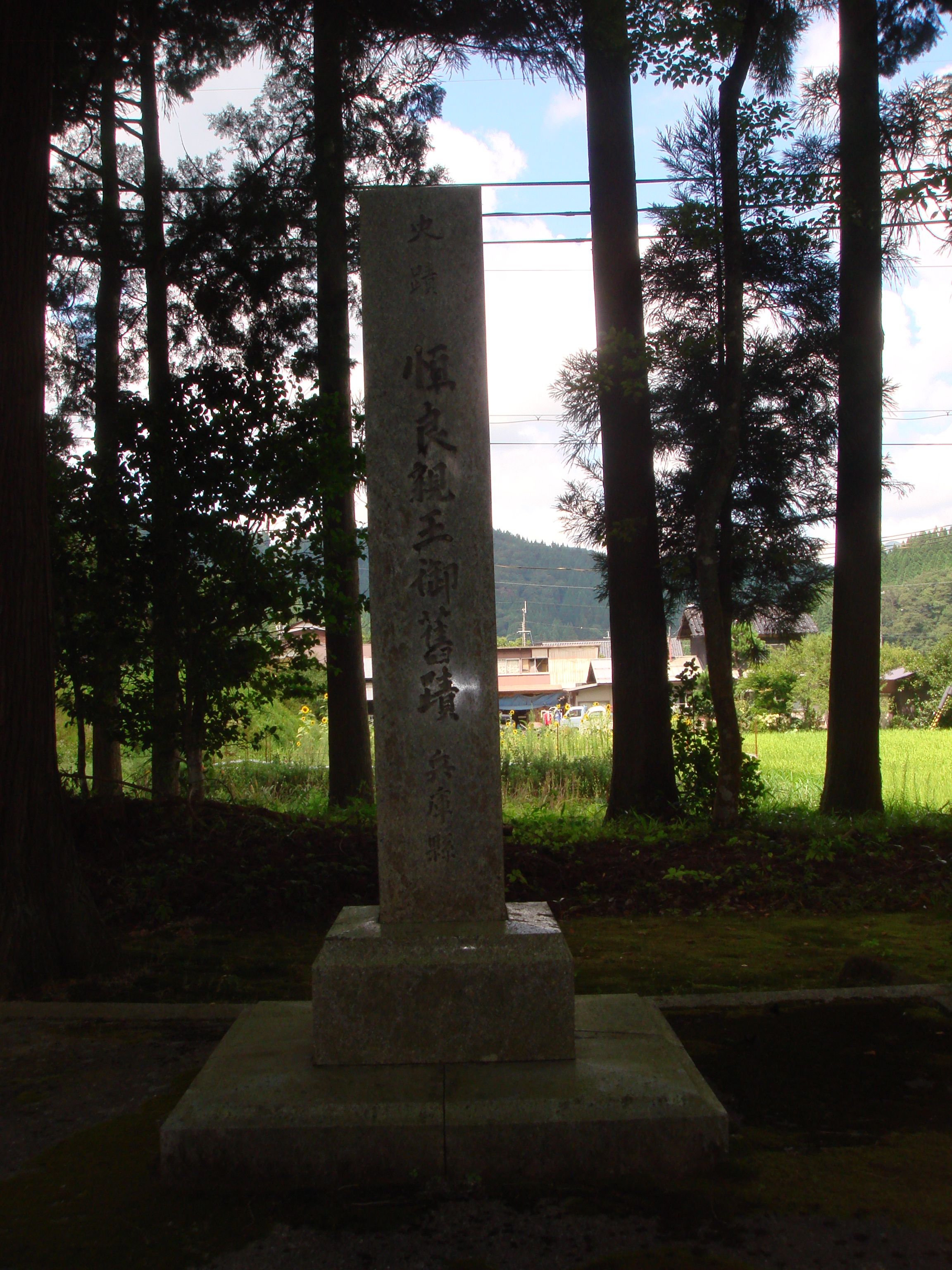
幽閉の地に立つ恒良親王御旧蹟の石碑

1330年（元徳2年）、後醍醐天皇が討幕の挙兵の計画をしたが事前にもれ、後醍醐天皇は隠岐に流され、第六皇子の恒良親王は但馬に流された。守護職の太田守延がその警固を命じられたとされ、恒良親王は御池と呼ばれる日出神社の神域内に幽閉されたといわれている。